# Nofret
Nofret (ca 2500 f.Kr.) var en egyptisk prinsessa. 
Nedslagskratern Nofret på planeten Venus är uppkallad efter henne.